# Ключ 162
Ключ 162 (трад. и упр. 辵, [辶]) — ключ Канси со значением «гулять»; один из 20, состоящих из семи штрихов.
В словаре Канси есть 381 символов (из 49 030), которые можно найти c этим радикалом.

## История
Древняя идеограмма произошла от идеограммы ключа 54, изображавшей часть улицы и след от ноги.
Иероглиф используется в значении «гулять, идти (бежать) с остановками».
Полная форма иероглифа 辵 довольно сложна, поэтому его употребляют в сокращенном виде 辶.
Это сильный ключевой знак.
- Техника написания
- Техника написания
- Вид в малой печати Чжуаньшу

В словарях находится под номером 162.

## Примеры иероглифов
| Доп. штрихи | Иероглифы                                                                                    |
| ----------- | -------------------------------------------------------------------------------------------- |
| 0           | 辵 辶                                                                                        |
| 1           | 辷                                                                                           |
| 2           | 辸 边 辺 辻 込 辽                                                                            |
| 3           | 达 辿 迀 迁 迂 迃 迄 迅 迆 过 迈 迉                                                          |
| 4           | 迊 迋 迌 迍 迎 迏 运 近 迒 迓 返 迕 迖 迗 还 这 迚 进 远 违 连 迟                            |
| 5           | 迠 迡 迢 迣 迤 迥 迦 迧 迨 迩 迪 迫 迬 迭 迮 迯 述 迱 迲 迳                                  |
| 6           | 迴 迵 迶 迷 迸 迹 迺 迻 迼 追 迾 迿 退 送 适 逃 逄 逅 逆 逇 逈 选 逊                         |
| 7           | 逋 逌 逍 逎 透 逐 逑 递 逓 途 逕 逖 逗 逘 這 通 逛 逜 逝 逞 速 造 逡 逢 連 逤 逥 逦 逧       |
| 8           | 逨 逩 逪 逫 逬 逭 逮 逯 逰 週 進 逳 逴 逵 逶 逷 逸 逹                                        |
| 9           | 逺 逻 逼 逽 逾 逿 遀 遁 遂 遃 遄 遅 遆 遇 遈 遉 遊 運 遌 遍 過 遏 遐 遑 遒 道 達 違 遖 遗 遥 |
| 10          | 遘 遙 遚 遛 遜 遝 遞 遟 遠 遡 遢 遣 遤                                                       |
| 11          | 遦 遧 遨 適 遪 遫 遬 遭 遮 遯 遰 遱                                                          |
| 12          | 遲 遳 遴 遵 遶 遷 選 遹 遺 遻 遼 邆                                                          |
| 13          | 遽 遾 避 邀 邁 邂 還 邅 邉 䆈                                                                |
| 14          | 邇 邈                                                                                        |
| 15          | 邊 邋 邌                                                                                     |
| 16          | 邍                                                                                           |
| 17          | 邎                                                                                           |
| 19          | 邏 邐                                                                                        |
| 54          | Biáng                                                                                        |

- Примечание: Ваш браузер может отображать иероглифы неправильно.